# Monomania
Monomania (også kendt som Mono Mania, ca. 1979-80) var et dansk eksperimenterende pop-punk/rock band bestående af medlemmerne Peter Peter (guitar, vokal, også i bl.a. Sods og Sort Sol), Pussi Punk (vokal, aka Kate Svanholm, også i Sofamania og Lost Kids), Alice Wonderland (vokal, aka Hans Henrik Gylov),også i Elektrochok, Eddie Haircut (trommer, aka Milan Balsgaard, også i Brats og Elektrochok), Vicious Decay (Ann-Christine Gløet, også i Elektrochok) og Sniff Høkerberg (bas, også i Brats og Support).
Monomania udgav i 1980 singlen "I'm Weird / 2nd Verse" på pladeselskabet Better Day Records.

## Udgivelser
- I'm Weird / 2nd Verse – 7” single 1980 – Better Day Records (BET 1)